# Sulfito de lítio
Sulfito de lítio, é um composto iônico, representado pela fórmula Li2SO3.